# Iago Díaz
Iago Díaz Fernández (Barcelona, España, 10 de febrero de 1993) es un futbolista español. Es un centrocampista que juega habitualmente en la posición de extremo, actualmente se encuentra sin equipo
Nacido en (Barcelona) (sus padres se encontraban allí por motivos laborales), se crio allí hasta los 7 años.

## Trayectoria
El barcelonés, se desenvuelve en el terreno de juego como extremo por ambas bandas. Se formó en el Club Deportivo Lugo, con el que llegó a ascender a la Liga Adelante y en la temporada 2014/15, ya en la Segunda División, finalizó la temporada en el equipo de Quique Setién con cuatro goles en la liga.
En 2015, es nuevo jugador de la Unión Deportiva Almería, para en Segunda División tras el descenso del equipo andaluz, para las próximas tres temporadas tras haber estado desde 2011 en el C. D. Lugo
Sale cedido a la Cultural y Deportiva Leonesa en enero de 2017, club que militaba en la Segunda División B, volviendo a final de temporada a la U. D. Almería. Entre el C. D. Lugo y la U. D. Almería, Iago acumularía 123 partidos en la segunda categoría del futbol español.
El 17 de agosto de 2017, lo ficha la Sociedad Deportiva Ponferradina.
En verano de 2018, llega al Real Club Recreativo de Huelva, con el que logró ser campeón del grupo 4.º de la Segunda División B, jugando 37 partidos y anotando dos goles.
En julio de 2019, se convierte en el primer fichaje del C .F. Rayo Majadahonda para la temporada 2019/2020.
Tras dos campañas en el club madrileño, firma por una temporada con el Real Avilés C. F. de la Segunda RFEF de España. Tras no renovar con el club realavilesino, recala de nuevo en el Real Club Recreativo de Huelva, con el que firma por una temporada con opción a otra.

## Clubes
| Club                               | País   | Año       | Partidos | Goles |
| ---------------------------------- | ------ | --------- | -------- | ----- |
| CD Lugo                            | España | 2012-2015 | 109      | 12    |
| U. D. Almería                      | España | 2015-2017 | 12       | 2     |
| Cultural y Dptva. Leonesa (cedido) | España | 2017      | 18       | 2     |
| S. D. Ponferradina                 | España | 2017-2018 | 8        | 2     |
| R. C. Recreativo de Huelva         | España | 2018-2019 | 37       | 2     |
| C .F. Rayo Majadahonda             | España | 2019-2021 | 32       | 1     |
| Real Avilés C. F.                  | España | 2021-2022 | 31       | 3     |
| R. C. Recreativo de Huelva         | España | 2022-2024 | 62       | 3     |
| Xerez CD                           | España | 2024-2025 | 30       | 1     |